# 919 Third Avenue
Il 919 Third Avenue è un grattacielo di New York. Inaugurato nel 1971, alto 187 metri e con 47 piani è (insieme al The Epic) il novantanovesimo edificio più alto della città.

## Incidenti
Nel 1970, quando l'edificio era ancora in costruzione divampò un vasto incendio all'altezza del 40º piano. Esso distrusse quasi interamente i pavimenti dei piani limitrofi, fece ferire 20 persone e ne uccise tre. Questo incidente rese più severe le norme sugli impianti antincendio nei grattacieli, infatti all'epoca per legge non erano necessari impianti antincendio per tutti i piani. Inoltre non erano previsti nei progetti degli edificio in costruzione all'epoca né materiali isolanti né porte tagliafuoco.
Nel 1996 due operai che stavano ridipingendo la facciata sono stati uccisi dalle loro stesse impalcature crollate a causa di una forte folata di vento.